# Cas Mudde
Cas Mudde, né le 3 juin 1967 à Geldrop, est un politologue néerlandais. Spécialiste des idéologies de l'extrême droite contemporaine et des populismes de droite et de gauche, sa recherche concerne l'étude de l'impact de la nouvelle extrême droite et des populismes sur la démocratie et de la société civile en Europe et aux États-Unis.

## Biographie

### Jeunesse et formation
Après ses études secondaires, il entre à l'université de Leyde où il obtient un master, puis soutient avec succès sa thèse de doctorat en science politique sous la direction de Peter Mair (en). Puis il occupe divers postes d'enseignant à l'université d'Europe centrale (Hongrie), à l'université d'Édimbourg (Royaume-Uni) et à l'université d'Anvers (Belgique).

### Carrière
En 2008 il part s'installer aux États-Unis, il occupe des postes de maître assistant à l'université de l'Oregon, à l'université de Notre Dame et à l'Université DePauw avant de rejoindre l'université de Géorgie,.

## Œuvres

### Essais

#### Editions originales
- (en) The Ideology of the Extreme Right, Manchester University Press, 18 novembre 2000, 212 p. (ISBN 978-0-7190-5793-9),
- (en) Populist Radical Right Parties in Europe, Cambridge University Press, 1er juillet 2007, 404 p. (ISBN 978-0-521-85081-0),
- (en) co-écrit avec Cristóbal Rovira Kaltwasser, Populism in Europe and the Americas : Threat or Corrective for Democracy?, Cambridge University Press, 4 octobre 2012, 270 p. (ISBN 978-1-107-02385-7, lire en ligne),
- (en) Youth and the Extreme Right, International Debate Education Association, 1 avril 2014, rééd. 15 juillet 2014, 249 p. (ISBN 978-1-61770-093-4),
- (en) On Extremism and Democracy in Europe, Routledge, 30 juin 2016, 164 p. (ISBN 978-1-138-65144-9),
- (en) The Populist Radical Right : A Reader, Routledge, 28 novembre 2016, 660 p. (ISBN 978-1-138-67387-8),
- (en) co-écrit avec Cristóbal Rovira Kaltwasser, Populism : A Very Short Introduction, Oxford University Press, USA, 1er février 2017, 131 p. (ISBN 978-0-19-023487-4, lire en ligne),
- (en) The Far Right in America, Routledge, 1er octobre 2017, 232 p. (ISBN 978-1-138-06389-1),
- (en) The Far Right Today, Polity Press, 11 novembre 2019, 160 p. (ISBN 978-1-5095-3683-2),

#### Traductions françaises
- Cas Mudde et Cristobal Rovira Kaltwasser, Brève introduction au populisme, De l'Aube, 8 novembre 2018, 208 p. (ISBN 978-2-8159-3012-3),

### Articles
- (de) Cas Mudde & Andrea Hortig, « Warum ist der Rechtsradikalismus in Osteuropa so "schwach"? », Osteuropa, Vol. 52, No. 5,‎ mai 2002, p. 626-630 (5 pages) (lire en ligne),
- (en) « The Populist Zeitgeist », Government and Opposition, Vol. 39, No. 4,‎ automne 2004, p. 541-563 (23 pages) (lire en ligne),
- (en) Cas Mudde & Andreas Schedler, « Introduction: Rational Data Choice », Political Research Quarterly, Vol. 63, No. 2,‎ juin 2010, p. 410-416 (7 pages) (lire en ligne),
- (en) « Europe's Populist Surge: A Long Time in the Making », Foreign Affairs, Vol. 95, No. 6,‎ novembre, décembre 2016, p. 25-30 (6 pages) (lire en ligne),
- (en) « On extremism and democracy in Europe: three years later », sur Open Democracy, 2 décembre 2018,
- (en) « The 2019 EU Elections: Moving the Center », Journal of Democracy, vol. 30, n°4,‎ octobre 2019 (lire en ligne),